# ریچارد تامپسون (دونده)
ریچارد تامپسون (انگلیسی: Richard Thompson؛ زادهٔ ۷ ژوئن ۱۹۸۵) دونده اهل ترینیداد و توباگو است.
از افتخارات وی می‌توان به کسب مدال طلا دو ۴×۱۰۰ متر امدادی در بازی‌های المپیک تابستانی ۲۰۰۸ اشاره کرد.